# Terpna calautops
Terpna calautops är en fjärilsart som beskrevs av Louis Beethoven Prout 1912. Terpna calautops ingår i släktet Terpna och familjen mätare. Inga underarter finns listade i Catalogue of Life.